# Огузбаев, Жагда Ордабаевич
Жагда Ордабаевич Огузбаев (каз. Жағда Ордабайұлы Өгізбаев; 1 января 1912 — 8 октября 1962, Алма-Ата) — казахский советский актёр театра и кино, педагог. Заслуженный артист Казахской ССР (1942).

## Биография
Родился в в Усть-Каменогорском уезде, Семипалатинской области Российской империи (ныне Уланский район, Восточно-Казахстанской области Казахстана).
Выпускник студии при Казахском театре драмы (1935). Сценическую деятельность начал в 1931 году в театре рабочей молодежи в г. Риддере (в 1941—2002 гг. — Лениногорск). В 1932—1962 годах работал в Казахском театре драмы им. Мухтара Ауэзова в г. Алма-Ата.
С 1948 года работал преподавателем в студии Казахского государственного академического театра драмы им. Мухтара Ауэзова.
В 1958 году принял участие в праздновании Десятилетия казахской литературы и искусства в Москве. В том же году вместе с Ш. Аймановым поставил пьесу «Ахан-Сере и Актокты» («Трагедия поэта») Г. Мусрепова (Казахский государственный академический театр драмы).
Снимался в кино с 1940 г.
Член ВКП(б) с 1940 г.

## Награды
- Орден «Знак Почёта» (3 января 1959) — за выдающиеся заслуги в развитии казахского искусства и литературы и в связи с декадой казахского искусства и литературы в гор. Москве

- Орден «Знак Почёта» (25 марта 1946)[1]

- Заслуженный артист Казахской ССР (1942)

## Театральные роли
- Жунус, Санар, Ербол, Алшагир («Ночные раскаты», «Каменное оперение», «В час испытания», «Кобланды» М. Ауэзова).
- Кошкин («Любовь Яровая» К. Тренёва),
- Махамбет («Исатай Махамбет» Ахинжанова),
- Чибисов («Человек с ружьём» Н. Погодина),
- Куртумбет, Айбол («За Родину», «Товарищи» А. Абишева),
- Жанбозов («Гвардия чести» М. Ауэзова и А. Абишева) и др.

## Избранная фильмография
- 1940 — Райхан — Болот
- 1942 — Песнь о великане (короткометражный) — Толагай
- 1943 — Фронт — Шаяхметов
- 1945 — Песни Абая — Абиш
- 1952 — Джамбул — эпизод
- 1954 — Дочь степей — Малбагар
- 1956 — Берёзы в степи
- 1957 — Ботагоз — эпизод